# ブランド京野菜
ブランド京野菜（ブランドきょうやさい）とは、京都府や京都農協中央会などが中心となって認定している野菜や果物のブランド。
京野菜や他の農林水産物の中で、優れた品質が保証され、安心・安全および環境に配慮した生産方法に取り組んでいるものを、ブランド京野菜（ないし、京のブランド産品）とする。1989年の認定開始以来、2015年までに25品目の野菜や果物が認定されている。

## ブランド認証基準および運用
以下の条項を満たす品目が、認証の対象となる
1. 高規格のブランド認証基準：イメージが京都らしいもの。
2. 市場流通する生産量： 1.以外のもので、販売拡大を図る必要があるもの。
3. 有識者の審査会を通過したもの
4. 加工向け産品ではなく、消費者の目に触れるもの：次の要件を備えている事。

- 出荷単位としての適正な量を確保できる事。
- 品質・規格が統一できる事。
- 他産地に対する優位性・独自性の要素がある事。

また、各品目についてブランド産地と生産者も認証し、こちらは3年毎に見直しを行っている。栽培方法についても、有機農法による土壌作りや伝統的な輪作体系と最新の技術を組み合わせた「京都こだわり農法」を全ブランド産地で実施しており、他産地に対する差異を明確にしている。各生産者によって記録された生産履歴は府内5か所で検査員によってチェックを受け、信頼性確保のため第三者機関であるNPO法人の検査も受けている。

## ブランド京野菜の一覧
ブランド品目として認証された年と、主な産地を併記する。

### 伝統野菜で現存する36品目のうち13品目
- えびいも：1989年認証。京田辺市、亀岡市、京丹後市など[6]。
- 賀茂なす：1989年認証。亀岡市、京丹後市、京都市[7]。
- 京たけのこ：1990年認証。木津川市山城町、京都市など西山一帯[8]。
- 京山科なす：1999年認証。木津川市、京都市、大山崎町など[9]。
- 九条ねぎ：1990年認証。京都市、久世郡久御山町、八幡市など府内全域[10]。
- くわい：1991年認証。近年は生産が少なく、ブランド品としての出荷実績なし[11]。
- 鹿ケ谷かぼちゃ：1990年認証。綾部市、京丹後市[12]。
- 聖護院かぶ：2007年認証。亀岡市、京都市、京丹波町など[13]。
- 聖護院大根：1990年認証。久世郡久御山町、城陽市、亀岡市など[14]。
- 伏見とうがらし：1989年認証。京都市、福知山市、京丹後市など[15]。
- 堀川ごぼう：1990年認証。京丹後市、福知山市、京都市など[16]。
- みず菜：1989年認証。京都市、南丹市、京丹波町など府内全域[17]。
- 壬生菜：1991年認証。南丹市、京都市[18]。

### 京の伝統野菜に準じる3品目のうち2品目
- 花菜：1990年認証。長岡京市、井手町[19]。
- 万願寺とうがらし：1989年認証。綾部市、福知山市[20]。

### 京の伝統野菜以外でのブランド指定10品目
- 京こかぶ：2007年認証。京都市右京区京北[21]
- 京たんご梨：1999年認証。京丹後市網野町、同市久美浜町[22]。
- 京丹波大黒本しめじ：2014年認証[23]。
- 金時にんじん：1990年認証。近年は生産が少なく、ブランド品としての出荷実績なし[11]。
- 新丹波黒（黒大豆）：1989年認証。南丹市、京丹後市など[24]。
- 丹波くり：1990年認証。福知山市、綾部市、京丹波町など[25]。
- 丹波大納言小豆：1989年認証。南丹市など、丹波地方、丹後地方一帯[26]。
- 京 夏ずきん：2011年認証。亀岡市、南丹市、京丹波町など[27]。
- 紫ずきん（黒大豆枝豆）：1996年認証。亀岡市、南丹市、京丹波町など[27]。
- やまのいも：1993年認証。宮津市、南丹市[28]。

### その他
共通事業の「京のブランド産品」として、以下の3品目も認証を受けている。
- 祝（酒米）：2012年認証[11]。
- 丹後ぐじ：2011年認証。宮津市、伊根町[30]。
- 丹後とり貝：2008年認証。舞鶴市、宮津市、京丹後市[31]。

## 歴史
1980年代に入ると全国的な米の生産過剰とそれを受けた米価低迷から、他の都道府県と同様に京都府でも営農の柱を従来の米から野菜など集約的な園芸作物に移行する必要が生まれた。特に府の北中部の山地では耕地面積の制約から大量生産は困難なため、市場競争力のある多品種少量生産の品目が必要とされ、特有の優れた味やブランドイメージを有する京野菜が着目された。また、同時期にはグルメ志向によって首都圏で京野菜ブームも生じていた。
京都府は農業改良普及所とともに府内全域で野菜の品目・品種を調査し、1987年に「京の伝統野菜」の定義を整理し、40種類を指定した。翌1988年には「京都府内産農林水産物のブランド確立に関する基本指針」を取りまとめ、京野菜について生産拡大と流通販売強化を推進する事となった。ブランド化推進事業の母体として既存の社団法人・京都府農産物価格安定資金協会を改編する事になり、農林水産物ブランド化関係団体協議会を組織して方針が調整され、以下のような役割分断が決まった。
- 京都府 - 生産および流通指導
- 京都農協中央会 - 生産対策、産地指導
- 京都農協経済連 - ブランド出荷、流通
- 京都府農産物価格安定資金協会 - ブランド認証、消費宣伝、販売促進企画

1989年にブランド京野菜の推進事業が始まり、ブランドマークを制定して出荷箱を統一するとともに、指定産地からの一定規格以上の優れた出荷物のみブランドシールを貼付するようになった。消費者向けを対象とするため加工用途の品目は除外され、等階級や出荷形態などの基準を満たすものとして、同年の開始時点では春夏3品目、秋冬4品目、市場流通に十分な生産量確保および規格水準維持が可能な産地として18か所が、それぞれ指定を受けている。
1990年に京都府農産物価格安定資金協会は京のふるさと産品価格流通安定協会へ名称を変更し、首都圏への出荷やアンテナショップの開設、各種イベントでの広報活動などを始めた。その後も認証の拡大が進み、1999年には20品目・83産地、2007年には21品目・115産地がそれぞれブランド指定の対象となっている。2014年に京丹波大黒本しめじが認証され、25品目となっている。
当初の目標であった米から野菜への生産転換は順調に進み、1989年と2008年の京都府の農業産出額を比較すると773億円から705億円へ8.8%減となっており、全国平均の21.1%減より減少率は少ない。また、野菜の産出額は同時期に214億円から243億円に13.6%増加しており、全国平均の4.5%減を大きく上回る。また、2010年の日経MJによる地域ブランド戦略調査の農産物分野では、1位が丹波黒大豆、2位が京野菜、3位が九条ねぎ、6位が賀茂なすとなり、京ブランド野菜は高く評価されている。